# 44/876
44/876 è un album in studio collaborativo del cantante britannico Sting e del cantante giamaicano naturalizzato statunitense Shaggy, pubblicato il 20 aprile 2018.

## Descrizione
Il disco è ispirato alla musica e alla cultura della Giamaica. Il primo singolo Don't Make Me Wait, uscito nel gennaio 2018, è stato presentato per la prima volta dal vivo proprio in Giamaica durante l'evento benefico Shaggy & Friends. Il brano è stato anche interpretato dai due artisti nel corso del Festival di Sanremo 2018, a cui hanno preso parte come ospiti.

## Tracce
1. 44/876 (feat. Morgan Heritage & Aidonia) – 2:59
2. Morning Is Coming – 3:11
3. Waiting For the Break of Day – 3:18
4. Gotta Get Back My Baby – 2:56
5. Don't Make Me Wait – 3:35
6. Just One Lifetime – 3:30
7. 22nd Street – 4:00
8. Dreaming In the U.S.A. – 3:08
9. Crooked Tree – 3:37
10. To Love and Be Loved – 3:29
11. Sad Trombone – 5:43
12. Night Shift – 3:26
13. If You Can't Find Love – 3:34
14. Love Changes Everything – 3:52
15. 16 Fathoms – 3:19
16. Don't Make Me Wait (Dave Audé Rhythmic Radio Remix) – 3:47